# Église Saint-André de Reims
L’église Saint-André est une église paroissiale de Reims, Avenue Jean-Jaurès à l'emplacement d'une église du XIIIe siècle, reconstruite plus grande au cours de la seconde moitié du XIXe siècle en raison d'une augmentation significative du nombre des habitants de ce quartier.

## Histoire

### Premier lieu de culte

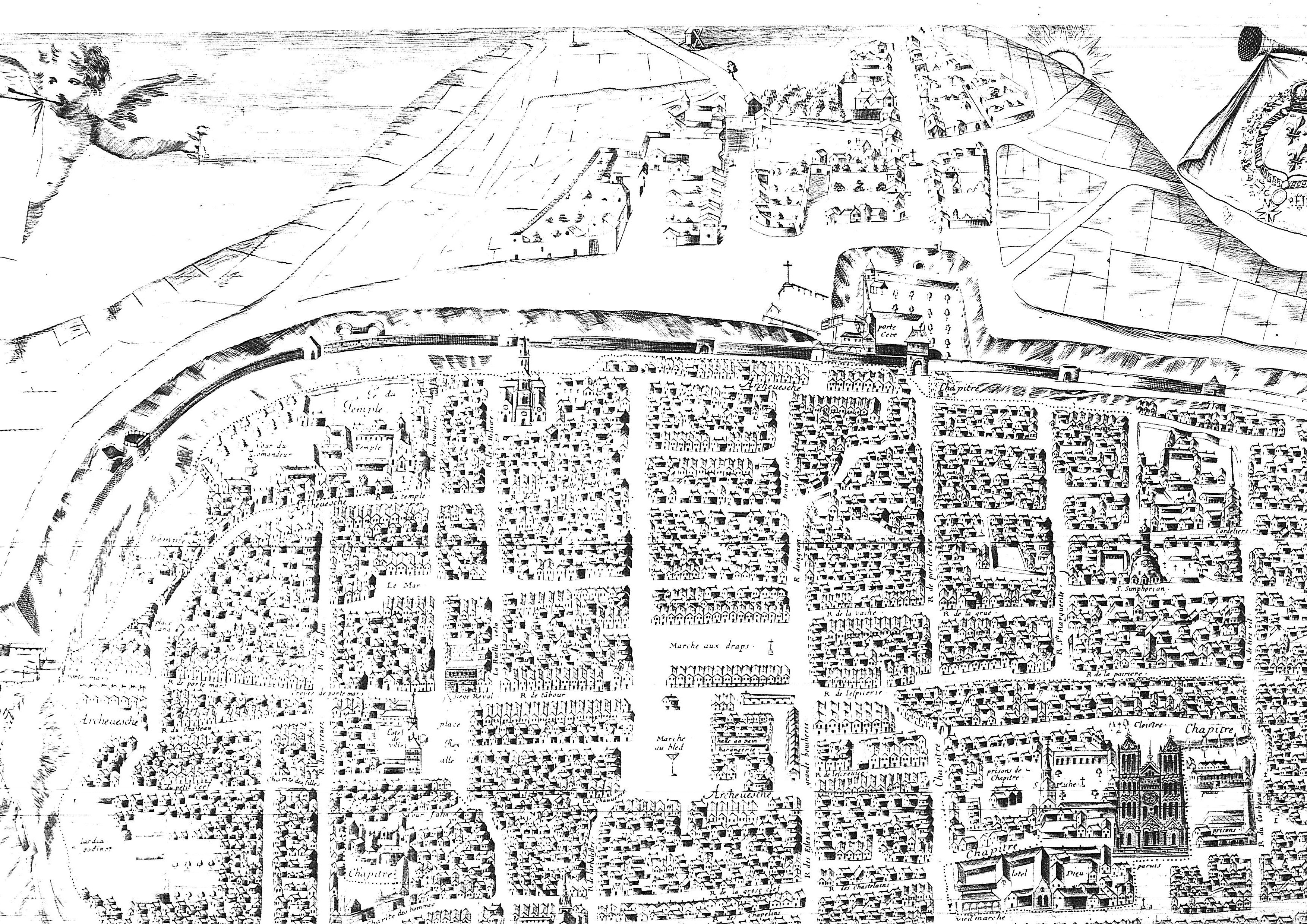
Le faubourg Cérès, hors l'enceinte avec l'église à côté de la croix.
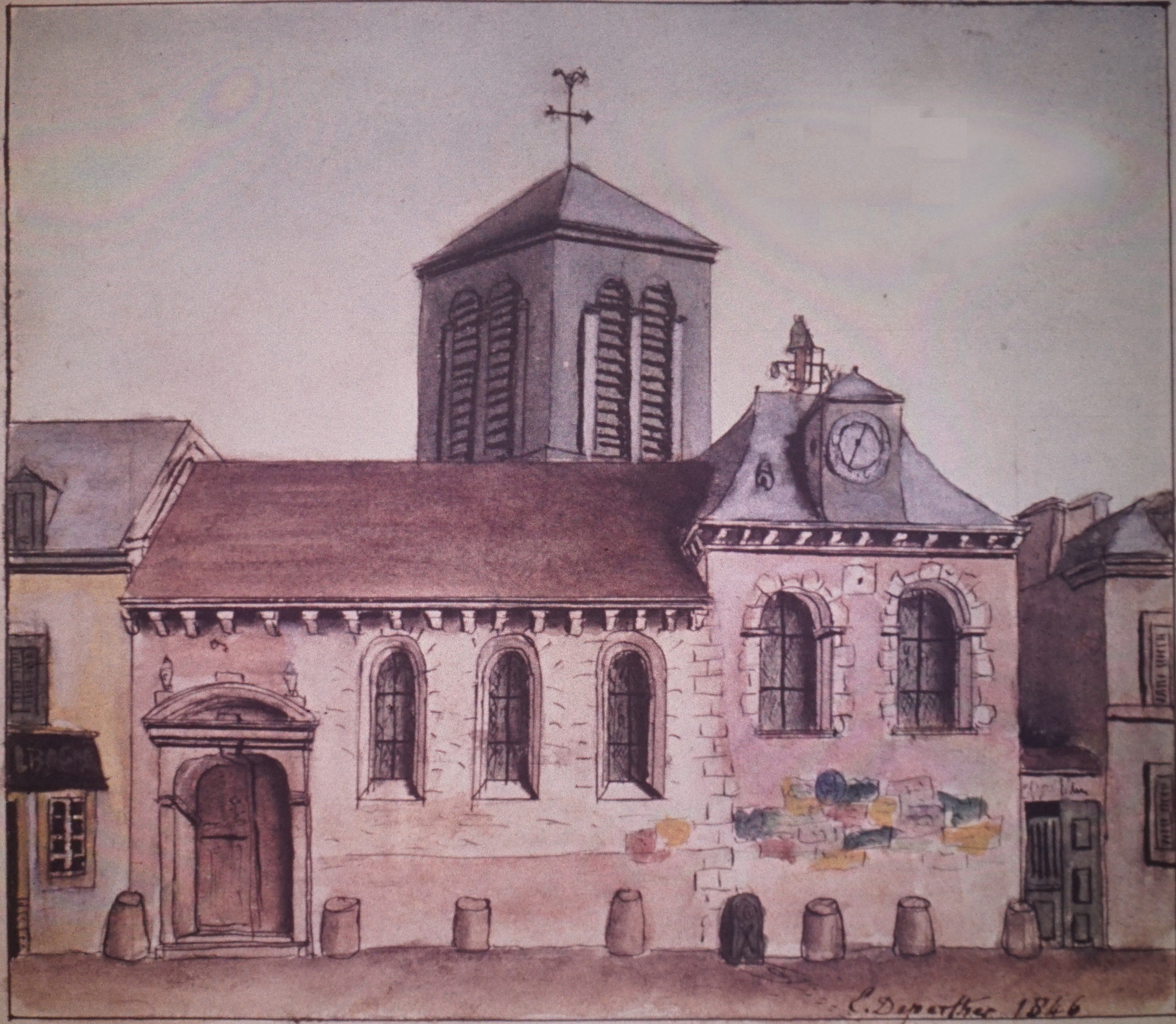
et sa façade sur rue en 1846 par Édouard Deperthes, bibliothèque Carnegie (Reims).

Il est fait mention d'une église au faubourg Cérès dès 1251, édifié par Jehan Bourgeois. Cet édifice fut plusieurs fois détruit, notamment par les Anglais, car se trouvant hors les murs mais par contre épargné par les guerres de religion. Cet oratoire fut consacré en église paroissiale (mais annexe de l'église Saint-Symphorien, derrière la cathédrale, aujourd'hui détruite) en 1529 par Robert de Lenoncourt, archevêque de Reims, et prit son nom actuel d'église Saint-André. En conséquence de quoi, elle fut dotée en 1563, d’un baptistère et d’un cimetière. Ce premier édifice comptait trois nefs et trois travées, avec une voûte culminant seulement à cinq mètres de hauteur.
Durant la Révolution française, l'église fut d'abord préservée, le curé Desoise (ou Deleine ou Desouaze) ayant adhéré en 1791 à la constitution civile du clergé. Dans un second temps, en 1792, le curé de Saint-Symphorien, Gérard Alexandre, ayant refusé de prêter serment, fut mis à mort, et Saint-André vendue comme bien national. Jusqu'au 27 prairial an V (15 juin 1797), l'église ne peut servir au culte ; à cette date, les offices religieux furent à nouveau autorisés.

### Église actuelle
Au XIXe siècle, la population du quartier, correspondant à un quadrilatère formé par les boulevards Lundy, de la Paix, Saint-Marceaux, Carteret, Jamin et par la rue du Champ de Mars, accusa une augmentation constante jusqu'à atteindre les 8 000 habitants.

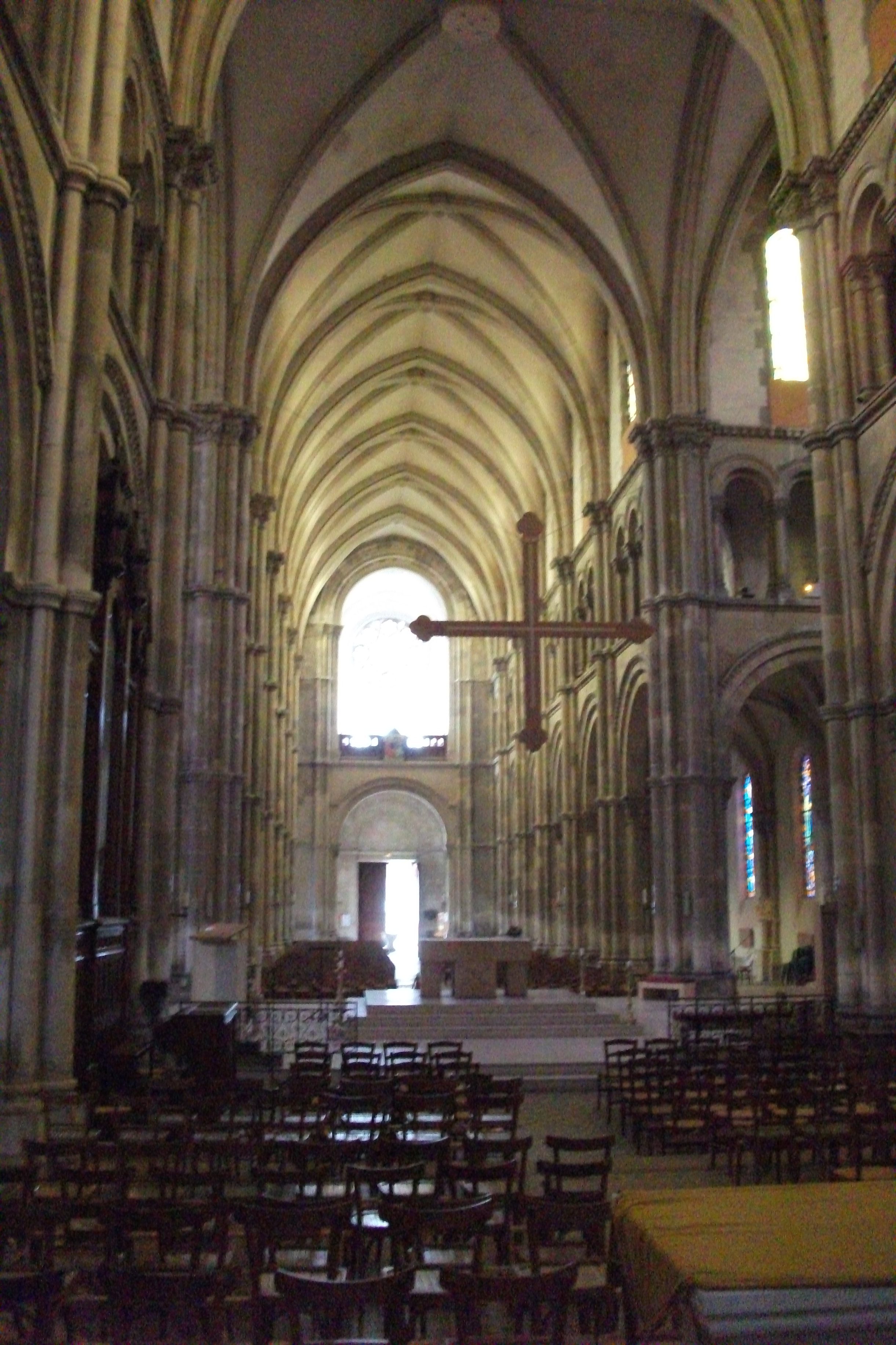
Nef Saint-André

Un nouvel édifice, situé Parvis chanoine Warnier, rue Raymond-Guyot et rue cardinal Gousset fut décidé pour se substituer au précédent, devenu trop étroit. La ville soutint le projet qu'elle décida de prendre en charge financièrement. C'est à son architecte le plus actif, Narcisse Brunette, que fut confié le soin d'esquisser le tracé du futur lieu de culte, dont les travaux commencèrent en 1859 et furent achevés en 1865. La nouvelle église fut consacrée le 5 juin de cette même année. L'ancien oratoire (situé sur l'actuel parvis de la nouvelle église) fut alors détruit et le parvis prit le nom de saint-André en 1929.
Pendant la Première Guerre mondiale, elle fut bombardée par les Allemands dès le 14 septembre 1914, et connut un important incendie au cours de l'année 1917. À la suite de ces destructions, elle fut entièrement restaurée, notamment le clocher qui fut reconstruit et devint le plus haut édifice de la ville.

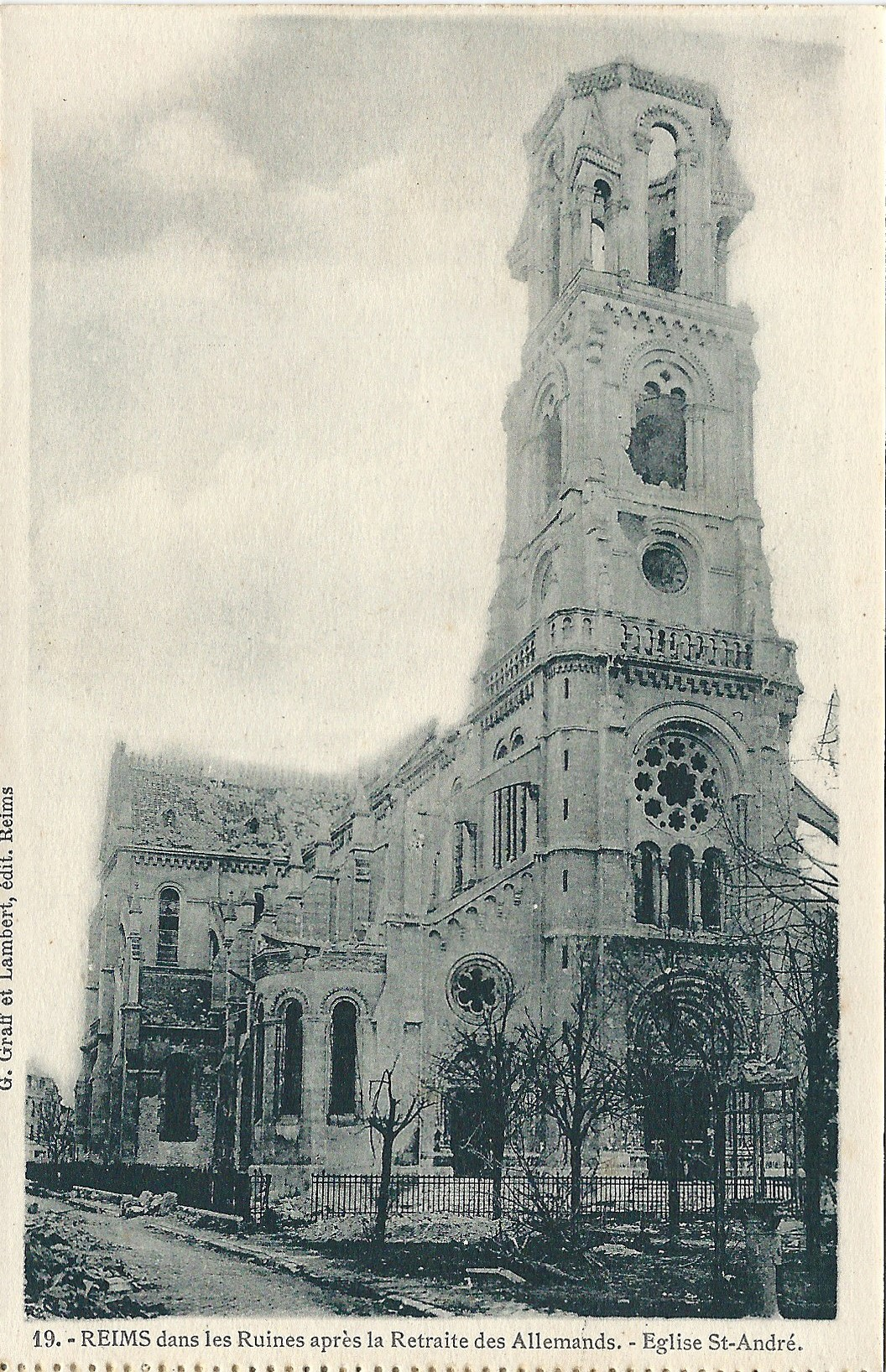
Ruinée par la guerre,
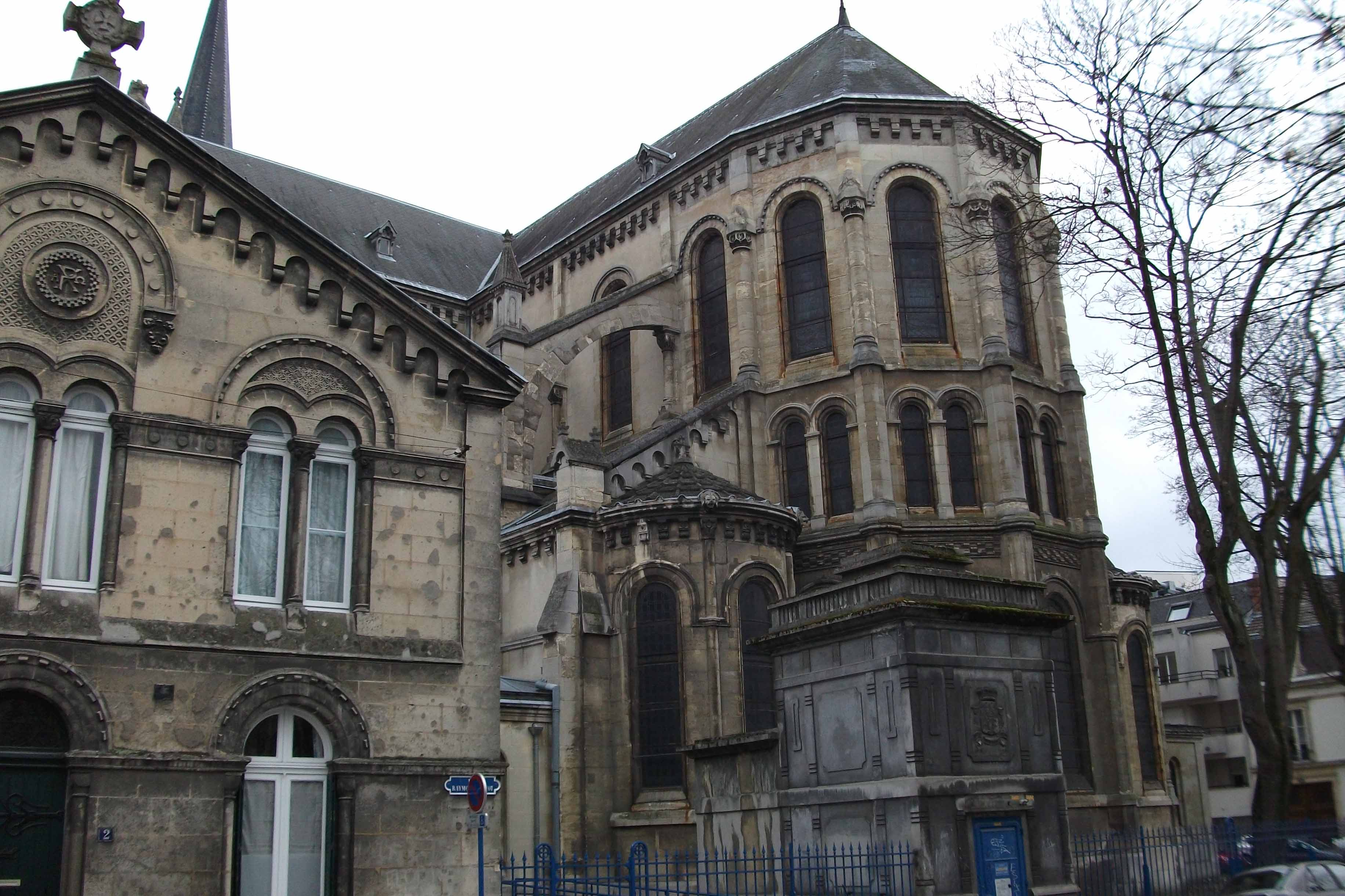
le chevet,
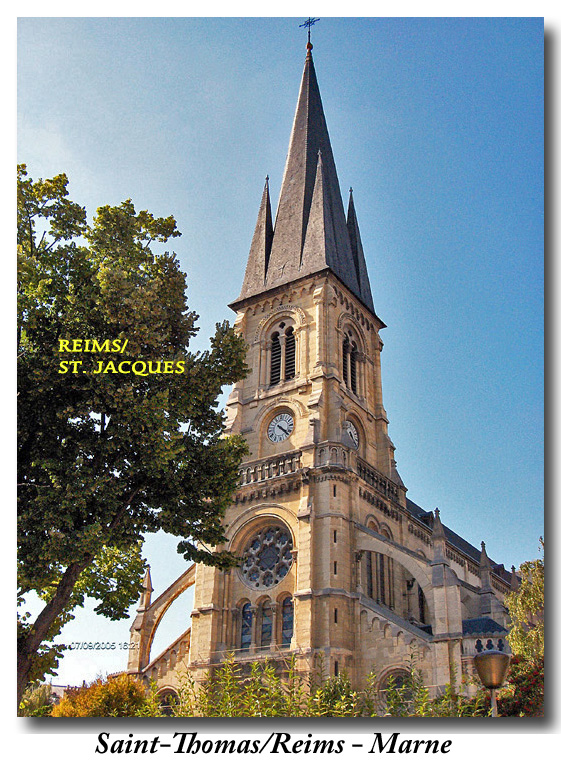
la façade sur rue.

En 2006, la paroisse est confiée à la Communauté du Chemin Neuf, communauté charismatique créée en 1973.

## Caractéristiques

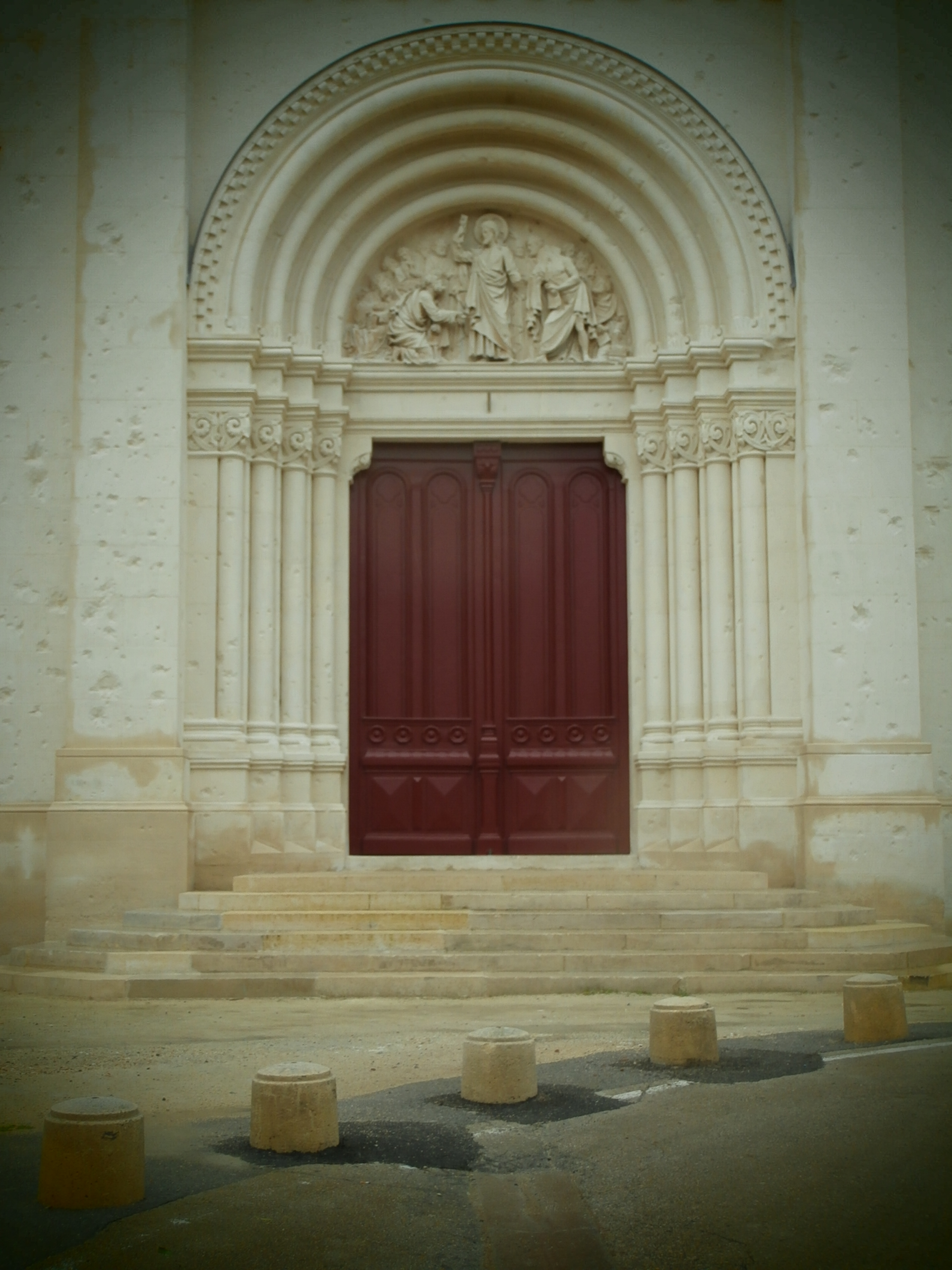
Portail sud de l'église.

### Dimensions
L'église Saint-André de Reims mesure 75 mètres de long pour une largeur de 36 mètres.
Ses voûtes s'élèvent à 22 mètres tandis que son clocher présente la particularité d'être plus haut que celui de la cathédrale Notre-Dame. En effet, celui-ci comptabilise 88 mètres, contre 82,5 mètres pour la cathédrale.

### Aménagement intérieur

#### Orgue
L'église est pourvue depuis 1867 d'un orgue Merklin-Schütze, restauré en 1929 par Philippe Fortin et Laplanche, qui compte vingt jeux.

#### Vitrail

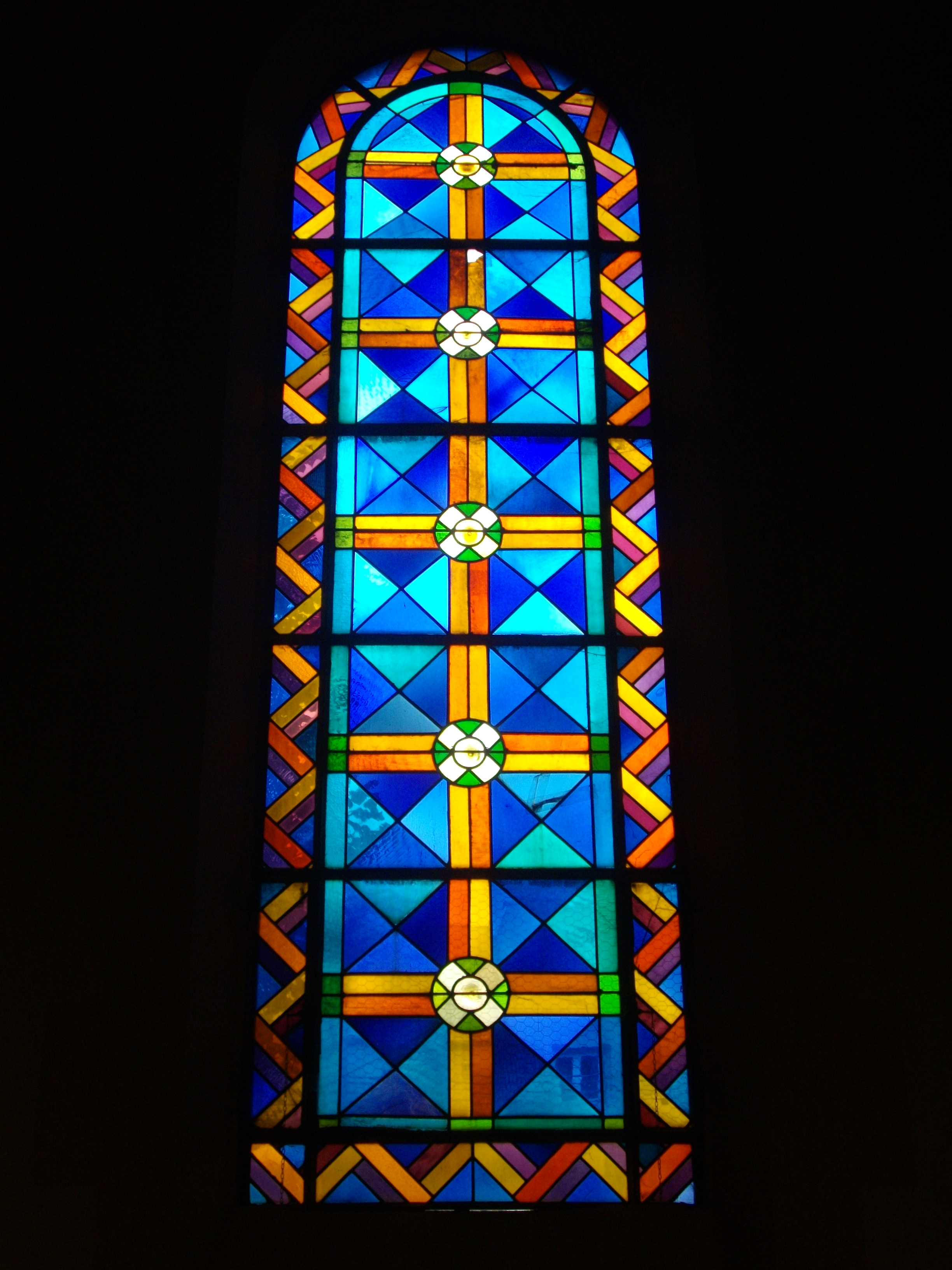
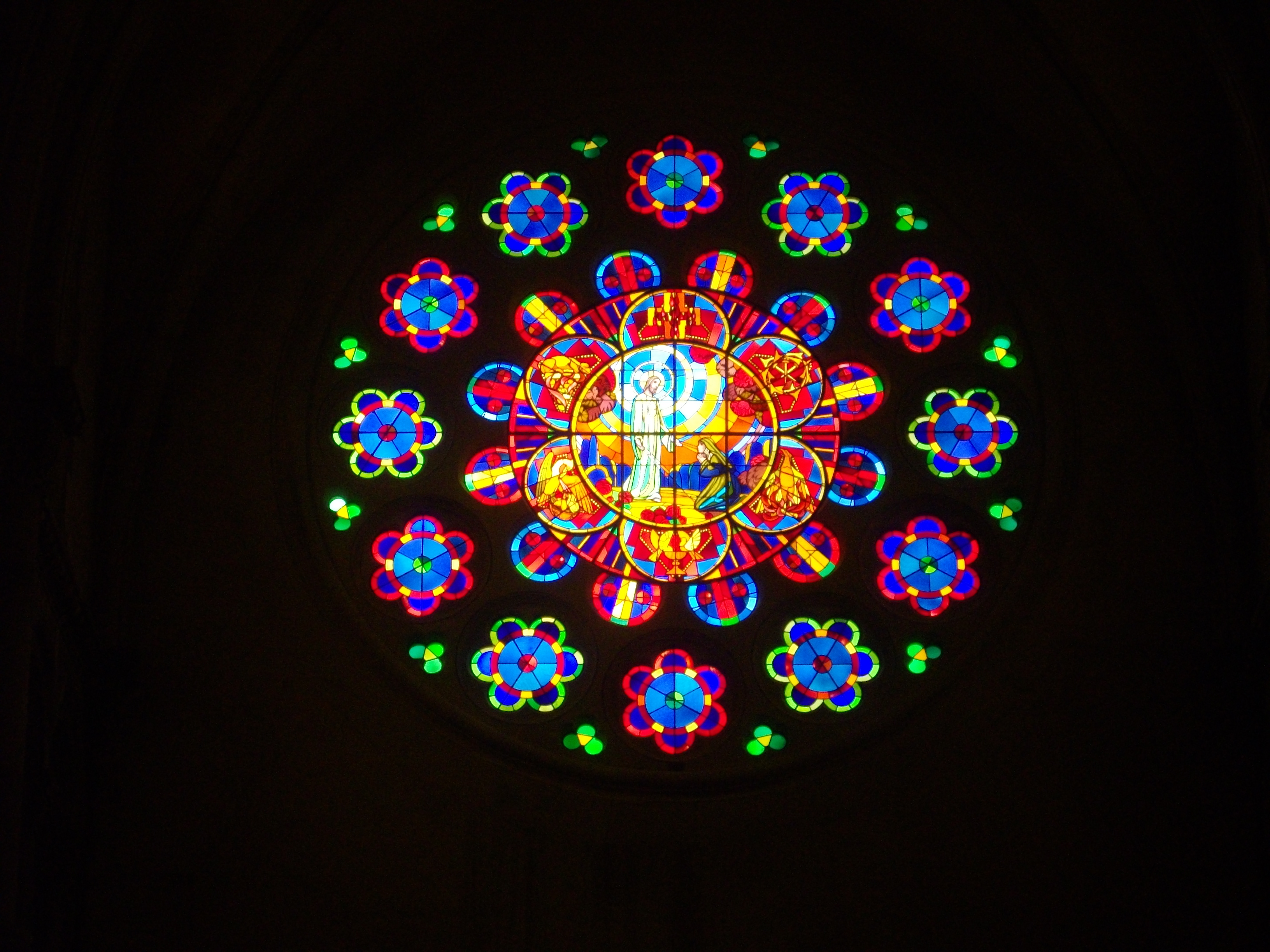
La rosace.